# La Castagne (film, 1945)
Pour les articles homonymes, voir La Castagne.
Pour plus de détails, voir Fiche technique et Distribution.
La Castagne (Hockey Homicide) est un court métrage d'animation américain de la série Dingo réalisé par Jack Kinney pour les studios Disney et sorti en 1945.

## Synopsis
Dingo et ses congénères disputent un match de hockey entre les Moose Roster et les Pelican Roster... Mais cela se finit en combat sur la glace avec la participation des spectateurs.

## Fiche technique
- Titre original : Hockey Homicide
- Titre français : La Castagne
- Autres titres[1] : 
  - Suède : JJan Långben på hal is, Jan Långben spelar ishockey
- Série : Dingo
- Réalisation : Jack Kinney
- Scénario : Bill Berg, Dick Kinney[1],[2]
- Animation[1],[2] : Jack Boyd, Milt Kahl, Hal King, John Sibley
- Musique originale : Paul J. Smith[2]
- Production : Walt Disney
- Société de  production : Walt Disney Productions
- Société de distribution : RKO Radio Pictures
- Pays :  États-Unis
- Langue : Anglais
- Format : Couleur (Technicolor) - 35 mm - 1,37:1 - Son mono (RCA Sound System)
- Durée : 7 min 42[2]
- Dates de  sortie : 
  - États-Unis : 21 septembre 1945[3]

## Distribution

### Voix originales
- Pinto Colvig : Goofy (Dingo)
- Doodles Weaver : le narrateur

### Voix françaises
- Hervé Jolly : le narrateur

## Autour du film
Ce film utilise le même principe que Dingo joue au football  (1944), court métrage de la série des Comment faire... sur le football américain, mais n'en fait pas pour autant partie.
Tout comme dans Double Dribble (1946), il rend hommage aux animateurs ou employés de Disney de l'époque en donnant leur nom aux participants au match. Les artistes cités sont :
- Arbitre : Clean Game Kinney : Jack Kinney ou Dick Kinney
- Équipe des Moose Roster :
  - Kewpie Nichols : Charles Nichols
  - Slugger Hannah : Jack Hannah
  - Swede Larson : Eric Larson
  - Catfish Nolley : Lance Nolley
  - Ice Box Bertino : Al Bertino
  - Moose Williams : Roy Williams
  - Killer Kahl : Milt Kahl
  - Hurricane Smith : Paul Smith
  - Terror Sibley : John Sibley
  - Bustem Boyd : Jack Boyd
  - Spike Riley : Art Riley
- Équipe des Pelican Roster 
  - Zip Zinnen : Al Zinnen
  - Tiger Adelquist : Hal Adelquist
  - Bullet Sebern : Ted Sebern
  - Lightning Shaw : Dick Shaw
  - Fearless Ferguson : Norm Ferguson
  - Wildcat Karpe : Karl Karpé
  - Iron Pants Dunham : Duwayne Dunham
  - Butch King : Hal King
  - Bomber Nordberg : Cliff Nordberg
  - Speed Peed : William Peed

Durant le match, Bertino et Ferguson passent leur temps soit en prison soit à poursuivre le même combat, une fois revenus sur la glace valant même un commentaire du narrateur : « Voilà revenir Bertino et Ferguson de la prison... et Bertino et Ferguson retournent en prison ! » Toutefois rien n'atteste une quelconque animosité dans la vie réelle entre Al Bertino et Norm Ferguson.

## Sorties DVD
- Les Trésors de Walt Disney : L'Intégrale de Dingo (1939-1961).